# Belonoidei
Die Belonoidei, auch Exocoetoidei genannt, sind eine Unterordnung der Hornhechtartigen (Beloniformes). Die kleinen Süß-, Brackwasser und Meeresfische kommen in tropischen und subtropischen Regionen von Atlantik und Indopazifik, im Mittelmeer, in Südamerika, Indien und Südostasien vor.

## Merkmale
Die Fische sind schlank, im Querschnitt meist drehrund, und werden 5 Zentimeter bis 2 Meter lang. Ihre Flossen sind ohne Hartstrahlen, Rücken- und Afterflosse sitzen weit hinten. Die Brustflossen, die bei den meisten Arten hoch am Vorderrumpf ansetzen, werden von 5 bis 20 Flossenstrahlen gestützt. Die Bauchflossen verfügen über sechs Flossenstrahlen. Sie sitzen weit unten. Die Schwanzflosse wird in den meisten Fällen von 13 verzweigten Flossenstrahlen gestützt. Viele Arten besitzen in einigen Abschnitten ihres Lebenszyklus, bei den Halbschnäblern auch die adulten Tiere, weit verlängerte Unterkiefer. Auf jeder Kopfseite haben die Belonoidei nur eine einzelne Nasenöffnung. Die Seitenlinie verläuft weit unten am Körper. Sie fehlt bei einigen Süßwasserhalbschnäblern und bei Cololabis adocetus. Die Anzahl der Branchiostegalstrahlen liegt bei 6 bis 15. Die Belonoidei haben eine einzelne bezahnte Pharyngealia. Die Basioccipitale, ein Knochen der Schädelbasis, hat senkrechte, plattenartige Auswüchse. Der Öltropfen, der bei vielen pelagischen Hochseefischen die Eier in der Schwebe hält, fehlt oder ist sehr klein.

## Innere Systematik
- Hornhechte (Belonidae)
- Fliegende Fische (Exocoetidae)
- Hemiramphidae
- Zenarchopteridae